# Global Navigation Satellite System
Et globalt navigationssatellitsystem, eller på engelsk global navigation satellite system, forkortet GNSS, er en generel betegnelse for et globalt dækkende system af satellitter beregnet til navigation. Det amerikanske GPS, det russiske GLONASS og det europæiske Galileo er konkrete eksempler på globale navigationssatellitsystemer. I satellitterne findes nogle uhyre præcise atomure, der via udsendte radiosignaler fra satellitterne kan bruges af enheder på jorden til at bestemme enhedens præcise position inden for få meters nøjagtighed.
I 2019 var GPS og GLONASS de eneste fuldt udbyggede globale navigationssatellitsystemer.[kilde mangler] Kina er ved at udvide BeiDou-navigationssatellitsystemet, så det dækker hele jorden, og EU er ved at udvikle Galileo.

## Fodnoter
1. ↑  Møllerhøj, Jakob (2013-04-07). "Positionssatellitterne strammer nettet". Ingeniøren.